# Otokar Cobra
El Cobra (en turco: Kobra) es un vehículo blindado de ruedas desarrollado por la firma turca Otokar que utiliza algunos componentes mecánicos del HMMWV. El primer Cobra fue entregado al Ejército turco en 1997.

## Diseño
El vehículo Cobra constituye una plataforma común que puede ser adaptada a diversos roles y necesidades de misión, que comprenden transporte blindado de personal, vehículo contracarro, vehículo de reconocimiento, vehículo de vigilancia terrestre, vehículo de observación avanzada, ambulancia blindada, puesto de comando blindado.

### Armamento
Varios tipos de estaciones de armas y torretas pueden ser adaptadas a las diferentes versiones del vehículo. Puede ser armado con ametralladora 12,7 mm, cañón de 20 mm, misiles anticarro como los misiles TOW y Spike, o de misiles tierra-aire. Además existe la opción de emplear sistemas de visión nocturna e imagen térmica.
El diseño  de su casco de acero en V le proporciona protección contra armas largas, metralla de artillería, minas antipersonal y antitanque, además de IEDs. Los arcos de las ruedas frontales están diseñados para desprenderse y disipar la fuerza de explosión.
Neumáticos run-flat son una característica estándar, permitiendo que el vehículo continúe su misión con los neumáticos desinflados.
Se puede añadir blindaje extra. La protección de la tripulación se ve reforzada por el uso de asientos con bases colapsables, cinturones de seguridad de cuatro puntos, además puede ser añadido piso con blindaje compuesto.
El Cobra puede ser usado como vehículo anfibio. Las fuerzas navales turcas se encuentran en búsqueda de un nuevo vehículo anfibio y el Otokar Cobra se halla entre los candidatos. Existe una nueva versión denominada Otokar Cobra 2.

## Propulsión
El Cobra es propulsado por un motor V8 turbodiesel que proporciona 190cv. Su relación peso-potencia es superior a 30cv/t. El vehículo es 4WD con transmisión automática controlada electrónicamente y una caja de transferencia bloqueable de dos velocidades para aumentar la movilidad.
Este vehículo está equipado con suspensión independiente y un sistema central de inflado de los neumáticos, lo que permite que estos ajustarse mientras se encuentra en movimiento.
Todos los componentes mecánicos de COBRA son de la Variante ECV del HMMWV de AM General, lo que facilita el apoyo logístico para su mantenimiento y el inventario de repuestos para las fuerzas que ya operan HMMWVs. El vehículo Cobra tiene una velocidad máxima de 115 kmh, la aceleración de 0 a 60 kmh en 13 segundos y una autonomía de 725 kilómetros.

## Historial operativo
Durante la Batalla de Tsjinval de la guerra de Osetia del Sur de 2008, los vehículos Cobra fueron utilizados por las fuerzas especiales del Ministerio del Interior de Georgia durante su asalto a la ciudad. Algunos de los vehículos estaban equipados con ametralladoras pesadas 12,7 mm Utyos y algunas de ellos con lanzagranadas automáticos 40 mm (AGL).
Otokar Cobra también es utilizado por el ejército turco en Afganistán y en las operaciones antiterroristas en el norte de Irak.
Las Fuerzas Armadas de Nigeria hicieron amplio uso del Cobra durante sus operaciones en contra del grupo terrorista insurgente Boko Haram en el Noreste del país en 2013.

## Usuarios
- Argelia
- Azerbaiyán[3] - Ejército de Azerbaiyán
- Baréin[4][5]
- Bangladés[6]
- Ecuador[7]
- Emiratos Árabes Unidos
- Eslovenia[8] - Ejército de Tierra de Eslovenia
- Georgia - Fuerzas Armadas de Georgia
- Kazajistán[9]
- Macedonia del Norte[10]
- Nigeria[11] - Fuerzas Armadas de Nigeria
- Pakistán[12]
- Rusia[13] - 6 Capturados a  Georgia en el 2008 (Guerra de Osetia del Sur de 2008)
- Turquía - Fuerzas Armadas de Turquía